# Saint-Martin-d'Ary
Saint-Martin-d'Ary és un municipi francès situat al departament del Charente Marítim i a la regió de la Nova Aquitània. L'any 2007 tenia 502 habitants.

## Demografia

### Població
El 2007 la població de fet de Saint-Martin-d'Ary era de 502 persones. Hi havia 216 famílies de les quals 64 eren unipersonals (32 homes vivint sols i 32 dones vivint soles), 88 parelles sense fills, 56 parelles amb fills i 8 famílies monoparentals amb fills.
La població ha evolucionat segons el següent gràfic:
Habitants censats

### Habitatges
El 2007 hi havia 263 habitatges, 222 eren l'habitatge principal de la família, 28 eren segones residències i 13 estaven desocupats. 246 eren cases i 16 eren apartaments. Dels 222 habitatges principals, 149 estaven ocupats pels seus propietaris, 64 estaven llogats i ocupats pels llogaters i 9 estaven cedits a títol gratuït; 1 tenia una cambra, 13 en tenien dues, 34 en tenien tres, 61 en tenien quatre i 113 en tenien cinc o més. 180 habitatges disposaven pel capbaix d'una plaça de pàrquing. A 121 habitatges hi havia un automòbil i a 78 n'hi havia dos o més.

### Piràmide de població
La piràmide de població per edats i sexe el 2009 era:
| Homes | Edats   | Dones |
| ----- | ------- | ----- |
| 0     | 95 o +  | 0     |
| 4     | 90 a 94 | 4     |
| 4     | 85 a 89 | 12    |
| 4     | 80 a 84 | 0     |
| 4     | 75 a 79 | 24    |
| 16    | 70 a 74 | 8     |
| 16    | 65 a 69 | 12    |
| 32    | 60 a 64 | 20    |
| 0     | 55 a 59 | 20    |
| 16    | 50 a 54 | 12    |
| 20    | 45 a 49 | 24    |
| 20    | 40 a 44 | 32    |
| 8     | 35 a 39 | 8     |
| 24    | 30 a 34 | 8     |
| 8     | 25 a 29 | 12    |
| 4     | 20 a 24 | 12    |
| 0     | 15 a 19 | 40    |
| 16    | 10 a 14 | 8     |
| 12    | 5 a 9   | 20    |
| 4     | 0 a 4   | 12    |

## Economia
El 2007 la població en edat de treballar era de 306 persones, 207 eren actives i 99 eren inactives. De les 207 persones actives 179 estaven ocupades (99 homes i 80 dones) i 28 estaven aturades (16 homes i 12 dones). De les 99 persones inactives 37 estaven jubilades, 16 estaven estudiant i 46 estaven classificades com a «altres inactius».

### Ingressos
El 2009 a Saint-Martin-d'Ary hi havia 212 unitats fiscals que integraven 445 persones, la mediana anual d'ingressos fiscals per persona era de 14.939 €.

### Activitats econòmiques
Dels 22 establiments que hi havia el 2007, 1 era d'una empresa extractiva, 3 d'empreses de fabricació d'altres productes industrials, 2 d'empreses de construcció, 5 d'empreses de comerç i reparació d'automòbils, 1 d'una empresa d'hostatgeria i restauració, 1 d'una empresa d'informació i comunicació, 1 d'una empresa financera, 1 d'una empresa immobiliària, 1 d'una empresa de serveis, 4 d'entitats de l'administració pública i 2 d'empreses classificades com a «altres activitats de serveis».
Dels 6 establiments de servei als particulars que hi havia el 2009, 1 era un taller de reparació d'automòbils i de material agrícola, 1 autoescola, 1 fusteria, 1 lampisteria, 1 veterinari i 1 restaurant.
Dels 2 establiments comercials que hi havia el 2009, 1 era una botiga de menys de 120 m² i 1 una botiga de mobles.
L'any 2000 a Saint-Martin-d'Ary hi havia 10 explotacions agrícoles que ocupaven un total de 147 hectàrees.

## Equipaments sanitaris i escolars
El 2009 hi havia una escola elemental.

## Poblacions més properes
El següent diagrama mostra les poblacions més properes.